# Lenka Zbranková
Lenka Zbranková (* 23. června 1973, Vsetín, Československo) je česká herečka.

## Životopis
Po ukončení studia na Státní konzervatoři v Ostravě roku 1994 se stala členkou činohry Středočeského divadla Kladno.
Je svobodná a má dceru Elišku, která je také herečka.